# 佳晟控股
佳晟控股有限公司，簡稱佳晟控股，以及佳晟（英語：Chasen Holdings Limited，SGX：5NV）是一家新加坡物流公司。

## 历史
在1995年由劉宏發、葉氏家族等人創立。業務在全球經營迁置、技术与工程，第三方物流服務。總部位於18 Jalan Besut Singapore 619571。這是在1999年11月9日起，透過中國娛樂體育有限公司換取於新加坡交易所創業板（凱利板前身）上市。

## 連結
- Chasen.com.sg （页面存档备份，存于）